# Mobilní peněženka
Digitální nebo mobilní peněženka označuje elektronické zařízení nebo službu online, která umožňuje jednotlivcům provádět elektronické transakce. To může zahrnovat nákup zboží online s počítačem nebo pomocí smartphonu pro nákup něčeho v obchodě. Poskytovatelé ale upřednostňují přívětivost před bezpečností. Bankovní účet jednotlivce lze také propojit s digitální peněženkou. Mohou mít také v telefonu řidičský průkaz, zdravotní kartu, věrnostní kartu (karty) a další doklady totožnosti. Pověření mohou být předána terminálu obchodníka bezdrátově pomocí komunikace blízko pole (NFC). Digitální peněženky se neustále rozšiřují nejen o základní finanční transakce, ale také o ověření pověření držitele. Například digitální peněženka by si při nákupu alkoholu mohla ověřit věk kupujícího do obchodu. Systém již získal popularitu v Japonsku, kde jsou digitální peněženky známé jako "pevné mobilní telefony". Šifrovací peněženka je digitální peněženka, kde jsou soukromé klíče uloženy pro kryptoměny jako bitcoin.
Pokud má mobilní peněženka formu předplacené karty, označuje se někdy také jako SVC karta (z anglického stored-value card).